# بیلچه‌نوک تاج‌طلایی
بیلچه‌نوک تاج‌طلایی (نام علمی: Platyrinchus coronatus) نام یک گونه از سرده بیلچه‌نوک‌ها است.